# Margarida da Romênia
Margarida da Romênia (Lausana, 26 de março 1949), é a Chefe da Casa Real da Romênia, sendo a filha mais velha do rei Miguel I da Romênia e sua esposa a rainha Ana de Parma. A princesa Margarida é casada desde 1996 com o plebeu Radu Duda.

## Biografia
Ela assumiu as funções de seu pai em março de 2016, após sua aposentadoria, e reivindicou a chefia da Casa da Romênia desde sua morte em 5 de dezembro de 2017. Ela também dirige a Fundação Princesa Margareta da Romênia.
Até 2011, ela também usava o título de uma princesa de Hohenzollern. Margareta tem quatro irmãs e nenhum irmão ou filho. Sua presuntiva herdeira é sua próxima irmã, a princesa Elena da Romênia. De acordo com as extintas constituições reais de 1923 e 1938, as mulheres foram proibidas de usar a coroa, e Margareta e suas irmãs não estariam na linha de sucessão ao trono.

Em 30 de dezembro de 2007, rei Miguel designou Margareta como herdeira presumida do trono extinto por um ato que não é reconhecido pelo governo romeno e carece de validade legal sem a aprovação do Parlamento da Romênia. Na mesma ocasião, Michael também solicitou que, caso o Parlamento romeno considerasse a restauração da monarquia, a lei sálica de sucessão não fosse restabelecida, permitindo a sucessão feminina. De acordo com o novo estatuto da Casa Real Romena conforme declarado por Miguel, nenhum descendente ilegítimo ou linhagem colateral pode reivindicar privilégios dinásticos, títulos ou posição e qualquer um deles é excluído da Casa Real da Romênia e da linha de sucessão ao trono.